# Élections régionales de 2025 dans les Marches
Les élections régionales de 2025 dans les Marches (en italien : Elezioni regionali elle Marche del 2025) se tiendront au cours de l'année 2025 afin d'élire le président de la junte régionale et les 30 autres membres de la XIIe législature du conseil régional des Marches pour un mandat de cinq ans.

## Système électoral

Région des Marches.

Les Marches sont une  région italienne à statut simple. Le conseil régional ainsi que son président sont élus simultanément au suffrage universel direct. Les 30 conseillers sont élus au scrutin proportionnel plurinominal avec listes ouvertes, vote préférentiel et seuil électoral de 5 % mais sans panachage, tandis que le président est élu au scrutin uninominal majoritaire à un tour. Ce dernier se présente obligatoirement en tant que candidat d'une liste en lice pour le conseil régional, ce qui interdit de fait les candidatures sans étiquettes. Les 30 sièges à pourvoir le sont dans cinq circonscriptions de quatre à neuf sièges chacune.
La liste du président élu peut recevoir d'emblée une prime majoritaire portant sa part des sièges au-dessus de la majorité absolue. La liste reçoit ainsi 16 sièges si elle a obtenu entre 34 et 37 % des suffrages, 17 sièges si elle a obtenu entre 37 et 40 %, et 18 sièges au-delà. Les sièges restants sont ensuite repartis à la proportionnelle aux différentes listes ayant franchi le seuil électoral, et à leurs candidats en fonction des votes préférentiels qu'ils ont recueillis. Le seuil de 5 % est abaissé à 3 % pour les listes se présentant au sein d'une coalition. Par ailleurs, le président élu devient de droit membre du conseil, ce qui porte le total de conseillers à 31.

### Modalités
L'électeur vote sur un même bulletin pour un candidat à la présidence et pour la liste d'un parti. Il a la possibilité d'exprimer ce vote de plusieurs façons.
- Soit voter pour une liste, auquel cas son vote s'ajoute également à ceux pour le candidat à la présidence soutenu par la liste. Il a également la possibilité d'exprimer un vote préférentiel pour deux candidats de son choix sur la liste en écrivant leurs noms. Il ne doit dans ce cas pas écrire les noms de deux candidats de même sexe, ni un seul nom.

- Soit ne voter que pour un candidat à la présidence, auquel cas son vote n'est pas étendu à sa liste.

- Soit préciser son vote pour un candidat et pour une liste. Cette dernière doit cependant obligatoirement faire partie de celles soutenant le candidat choisi, rendant impossible le panachage[1].

### Répartition des sièges
| Provinces          | Sièges | +/- |  |
| Ancône             | 9      |     |  |
| Ascoli Piceno      | 4      |     |  |
| Fermo              | 4      |     |  |
| Macerata           | 6      |     |  |
| Pesaro et d'Urbino | 7      |     |  |
| Président          | 1      |     |  |
| Total              | 31     |     |  |

## Résultats
| Présidence             | Présidence                | Présidence                                | Présidence | Présidence           | Conseil              | Conseil               | Conseil | Conseil | Conseil | Conseil | Conseil       | Total |  |
| Candidats              | Candidats                 | Votes                                     | %          | Élus                 | Partis               | Partis                | Votes   | %       | +/-     | Sièges  | +/-           | Total |  |
| ---------------------- | ------------------------- | ----------------------------------------- | ---------- | -------------------- | -------------------- | --------------------- | ------- | ------- | ------- | ------- | ------------- | ----- |  |
|                        | Francesco Acquaroli (FdI) |                                           |            |                      |                      | Frères d'Italie (FdI) |         |         |         |         |               |       |  |
|                        | Francesco Acquaroli (FdI) | Ligue (Lega)                              |            |                      |                      |                       |         |         |         |         |               |       |  |
|                        | Francesco Acquaroli (FdI) | Forza Italia (FI)                         |            |                      |                      |                       |         |         |         |         |               |       |  |
|                        | Francesco Acquaroli (FdI) | Union de centre (UdC)                     |            |                      |                      |                       |         |         |         |         |               |       |  |
|                        | Francesco Acquaroli (FdI) | Citoyens pour le territoire               |            |                      |                      |                       |         |         |         |         |               |       |  |
|                        | Francesco Acquaroli (FdI) | Mouvement pour les Marches                |            |                      |                      |                       |         |         |         |         |               |       |  |
|                        | Francesco Acquaroli (FdI) | Nous, modérés (NM)                        |            |                      | Nv.                  |                       |         |         |         |         |               |       |  |
|                        | Francesco Acquaroli (FdI) | Base populaire (BP)                       |            |                      | Nv.                  |                       |         |         |         |         |               |       |  |
| Total Centre-droit     | Francesco Acquaroli (FdI) |                                           |            |                      |                      |                       |         |         |         |         |               |       |  |
|                        | Matteo Ricci (PD)         |                                           |            |                      |                      | Parti démocrate (PD)  |         |         |         |         |               |       |  |
|                        | Matteo Ricci (PD)         | Mouvement 5 étoiles (M5S)                 |            |                      |                      |                       |         |         |         |         |               |       |  |
|                        | Matteo Ricci (PD)         | Alliance verts et gauche (AVS) (av. Pos.) |            |                      | Nv.                  |                       |         |         |         |         |               |       |  |
|                        | Matteo Ricci (PD)         | Projet Marches (IV-DemoS)                 |            |                      |                      |                       |         |         |         |         |               |       |  |
|                        | Matteo Ricci (PD)         | Liste Ricci                               |            |                      | Nv.                  |                       |         |         |         |         |               |       |  |
|                        | Matteo Ricci (PD)         | En avant avec Ricci (+E-PSI-PRI-Volt)     |            |                      | Nv.                  |                       |         |         |         |         |               |       |  |
|                        | Matteo Ricci (PD)         | Paix, santé, travail (PRC-DdN)            |            |                      |                      |                       |         |         |         |         |               |       |  |
| Total Centre-gauche    | Matteo Ricci (PD)         |                                           |            |                      |                      |                       |         |         |         |         |               |       |  |
|                        |                           |                                           |            |                      |                      |                       |         |         |         |         |               |       |  |
| Votes valides          | Votes valides             |                                           |            |                      | Votes valides        | Votes valides         |         |         |         |         |               |       |  |
| Votes blancs et nuls   | Votes blancs et nuls      |                                           |            | Votes blancs et nuls | Votes blancs et nuls |                       |         |         |         |         |               |       |  |
| Total candidats        | Total candidats           |                                           | 100        |                      | Total partis         | Total partis          |         | 100     | –       |         | en stagnation | 31    |  |
| Abstentions            |                           |                                           |            |                      |                      |                       |         |         |         |         |               |       |  |
| Inscrits/participation |                           |                                           |            |                      |                      |                       |         |         |         |         |               |       |  |